# Cohors peditata
La coorte peditata (latino: cohors peditata; plurale: cohortes peditatae) fu un corpo di unità ausiliarie dell'esercito romano, composta da soli fanti, a differenza di quella equitata. Poteva essere composta da 500 armati (quingenaria) o 1.000 circa (milliaria).

## Storia e struttura interna

### La riorganizzazione augustea

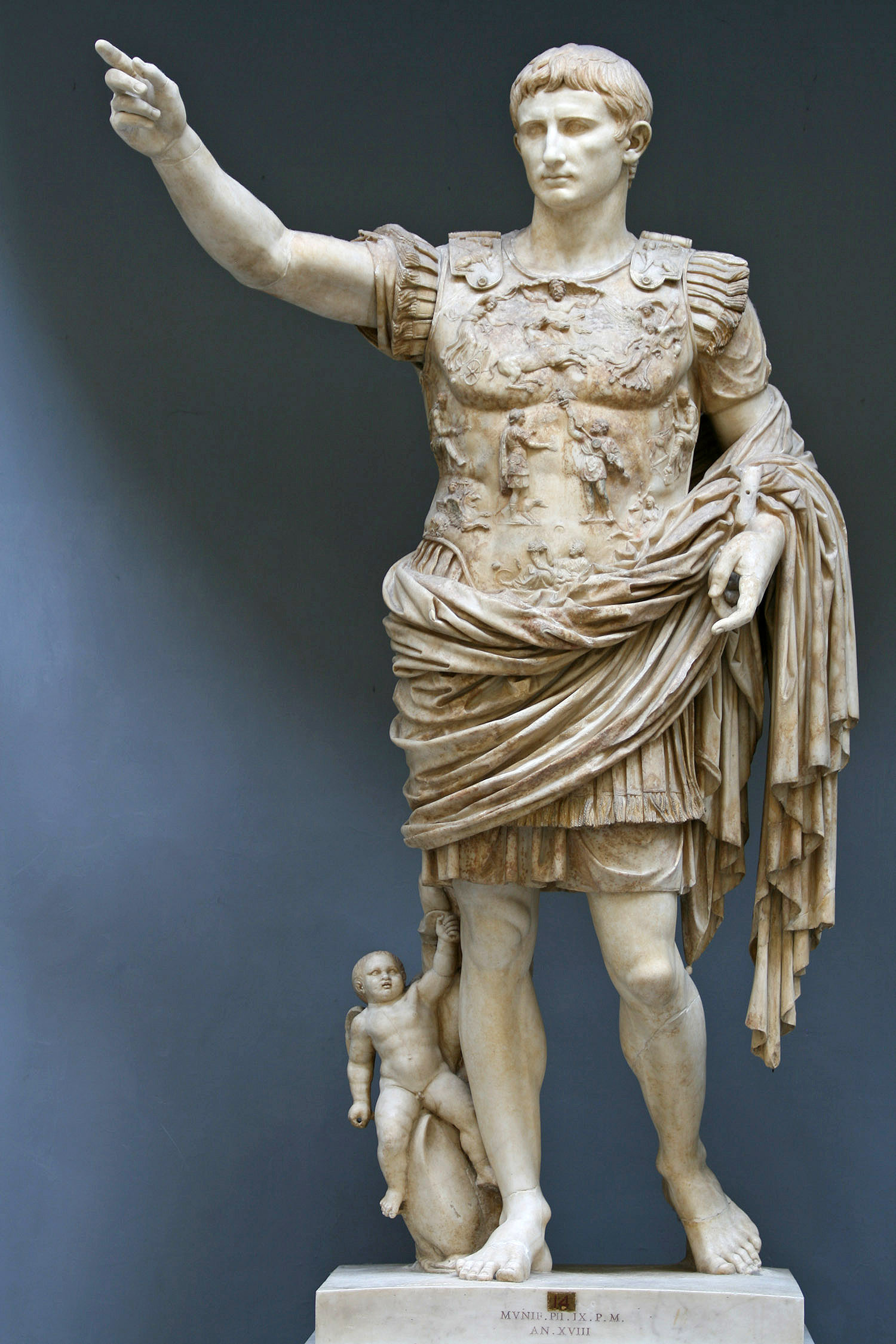
Statua di Augusto in uniforma militare (paludamentun).

Augusto, dopo la battaglia di Azio del 31 a.C., si vide costretto a decidere non soltanto quante legioni dovessero essere trattenute in servizio, ma anche quante truppe di auxilia fosse necessario inquadrare permanentemente nell'esercito. I loro reparti erano sottoposti al legato della legione pur rimanendo nettamente distinti da questa.
Gli auxilia costituivano la seconda componente fondamentale dell'esercito. In base al grado di specializzazione delle forze legionarie ed ai loro limiti tattici, è chiaro che gli auxilia non erano solo delle forze aggiuntive, ma complementari rispetto alle legioni (cavalleria "leggera" o "pesante", arcieri "a piedi" o a cavallo, e "fanteria leggera"). Probabilmente molte di queste unità non esistevano prima della battaglia di Azio, ma i nomi di alcuni squadroni di cavalleria fanno pensare che siano stati reclutati in Gallia dagli ufficiali di Cesare.

#### Composizione
Erano composte da fanti per lo più provinciali (nella condizione di peregrini), i quali aspiravano, al termine di un servizio lungo oltre un paio di decenni, ad ottenere la cittadinanza romana. Sebbene siano state utilizzate da Cesare nel corso della conquista della Gallia, la loro organizzazione, così come ci è stata tramandata, risale alla riforma voluta da Augusto dell'intero sistema militare romano.
Le coorti di fanteria avevano una struttura molto simile a quelle delle coorti legionarie. Erano inizialmente sottoposte ad un praefectus cohortis quando erano ancora quingenariae e formate da peregrini, in seguito ad un tribunus militum se milliariae o se costituite da cives Romanorum. Le coorti quingenarie erano composte da 6 centurie di 80 uomini ciascuna, oltre a 6 centurioni (tra cui un centurione princeps) per un totale di 480 fanti, in alcuni casi muniti di armi da lancio (arcieri, frombolieri e lanciatori di giavellotto) per completarsi con la fanteria pesante legionaria.
A partire dalla dinastia dei Flavi, furono introdotte per prime le unità ausiliarie milliariae, ovvero composte da circa 1.000 armati (create ex novo oppure incrementandone gli armati da una preesistente unità quingenaria) in tutte le loro tipologie: dalle cohortes peditatae, a quelle equitatae fino alle alae di cavalleria (quest'ultima considerata l'élite dell'esercito romano).
| Tipologia di unità ausiliarie | servizio | comandante          | subordinato | N. di sotto-unità | Forza della sotto-unità | Forza dell'Unità |
| ----------------------------- | -------- | ------------------- | ----------- | ----------------- | ----------------------- | ---------------- |
| Cohors quingenaria            | fanteria | praefectus cohortis | centurione  | 6 centuriae       | 80                      | 480              |
| Cohors milliaria              | fanteria | tribunus militum    | centurione  | 10 centuriae      | 80                      | 800              |

#### Gerarchia interna: ufficiali,principaleseimmunes
In epoca augustea erano affidate al comando di un re o principe cliente nativo del posto, almeno fino a dopo Tiberio, quando furono poi sottoposte ad un praefectus cohortis dell'ordine equestre.
Il corpo di truppa di una cohors quingenaria, oltre agli ufficiali (il praefectus cohortis ed ai sei centurioni), si divideva in tre sotto-categorie:
- i principales, ovvero quei sotto-ufficiali in grado di comandare piccoli distaccamenti o, all'occorrenza, prendere il posto degli ufficiali della compagnia. Si trattava dell'imaginifer (il portatore dell'immagine dell'imperatore) oltre probabilmente ad un vexillarius (colui che aveva il vessillo della coorte), sei signiferi cohortis (portatore dell'insegna delle sei centurie che componevano la coorte), sei optiones singularium (attendenti dei centurioni e del praefectus cohortis) e di sei tesserarii (uno per centuria).[8][10][11]
- gli immunes, ovvero tutti quei fanti che, seppure non fossero neppure sotto-ufficiali, erano immuni dal dover svolgere certi servizi o compiti di "routine", spesso "pesanti".[8] Si trattava di sei curatores (specie di contabili, uno per centuria), alcuni "musici" per trasmettere gli ordini come il cornicen, il tubicen ed il bucinator, un cornicularius (attendente del praefectus[12]), alcuni statores (guardie per la sicurezza, messaggeri), un librarius (impiegato[13]) un actuarius ed un numero imprecisato di beneficiarii[14] (tra cui anche il medicus ordinarius[15] e forse il capsarius[16]).[8][10][11]
- tutti gli altri fanti (milites), non compresi nelle prime due categorie.

In sostanza secondo i conteggi del Cheesman, in una cohors quingenaria, c'erano a parte il praefectus cohortis: 6 centurioni, 19 principales ed un numero imprecisato di immunes.

#### Durata servizio, paga e congedo

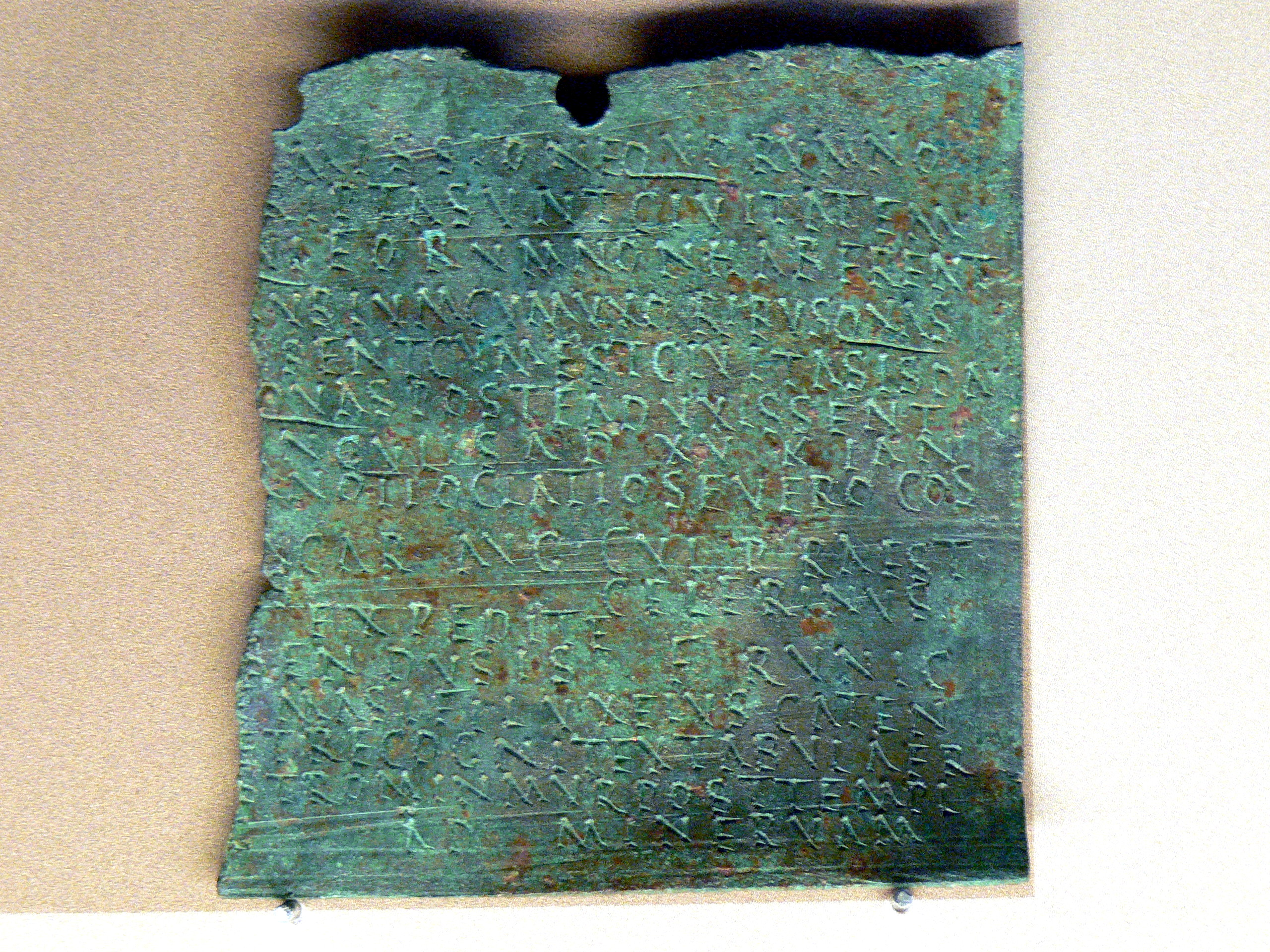
Diploma militaria di una tipica cohors peditata.

I fanti ausiliari prestavano servizio per 25 anni, al termine del quale ricevevano un diploma militare che ne attestava il congedo (honesta missio), oltre ad un premio (in denaro o un appezzamento di terra, quasi fosse una forma di pensione dei giorni nostri), la cittadinanza romana ed il diritto di sposarsi. La paga (stipendium) per un fante di cohors peditata si aggirava attorno ai 150 denari (meno di un legionario che riceveva invece 225 denari annui). La paga fu successivamente aumentata di un quarto, sotto l'imperatore Domiziano, portando così il compenso annuo a 200 denari.

#### Lungo illimes
Le unità miste delle cohortes peditatae furono distribuite lungo l'intero percorso del limes, dalla provincia di Britannia a quelle orientali di Siria ed Egitto passando attraverso il limes renano e quello danubiano. L'elenco completo lo potete trovare qui.